# 无毛黑果冬青
无毛黑果冬青（学名：Ilex atrata var. glabra）为冬青科冬青属下的一个变种。

## 扩展阅读
- 維基物種上的相關：无毛黑果冬青